# امپراتور دریا
امپراتور دریا (به کره‌ای: 해신) نام مجموعه تلویزیونی حماسی است که این سریال درباره زندگی ژنرالی شیلایی به نام جانگ بوگو ساخته شده‌ است. این چهارمین درام تاریخی تولید شده با کیفیت HD است و بیشترین تعداد پخش را در میان درام‌های ویژه KBS دارد. در سال ۲۰۰۴ میلادی از شبکه کی‌بی‌اس۲ کره جنوبی پخش شد.

## خلاصه داستان
داستان مجموعه تلویزیونی دربارهٔ برده‌ای به نام گونگ بوک است که به همراه دوستش جانگ نیون سختی‌های زیادی را متحمل می‌شود. دزدان دریایی پدرش را می‌کشند. بعدها او تحت تعلیم فردی به نام یوم جانگ قرار می‌گیرد و پس از آمادگی نسبی در هنرهای رزمی، در مسابقات انتخابی محافظان بانو جمی شرکت می‌کند. بانو جمی از اشراف‌زادگان و ثروتمندان به حساب می‌آید و یک تاجر سیاست‌مدار است. سرانجام گونگ بوک به عنوان محافظ بانو جمی به استخدام وی در می‌آید. گونگ بوک عاشق دختری به نام جانگ هوآ می‌شود. از طرفی یوم جانگ (همان دزد دریایی مبارز و دلیری که هنرهای رزمی را در دوره نوجوانی به گونگ بوک آموخت) نیز عاشق بانو جانگ هوآ می‌شود. بانو جانگ هوآ از کودکی که پدرش را از دست داد (پدرش را یوم جانگ در هنگام حملهٔ دزدان دریایی به قتل رساند) تحت سرپرستی بانو جمی بوده‌است.
گونگ بوک که به جمع محافظان بانو جمی پیوسته بود، کم‌کم از اعمال خلاف قانون او باخبر شد و قصد براندازی او از قدرت را نمود. بانو جمی نیز به جرم خیانت او را بیرون می‌کند و به عنوان برده به چین می‌فرستد.
شیلا در قرن ۹ میلادی با تلاش های جانگ بوگو و دوستانش یکی از بزرگ‌ترین کشورهای تجاری در جهان و به اقتصاد چهارم دنیا تبدیل شد.

## بازیگران
- چوی سو جونگ در نقش جانگ بوگو (گونگ بوک)
- بائک سونگ هیون در نقش نوجوانی گونگ بوک
- سونگ ایل گوک در نقش یوم جانگ
- هونگ هیون کی در نقش نوجوانی یوم جانگ
- کیم کاپ سو در نقش ارباب لی
- چه شی را در نقش بانو جمی
- پارک سو ئه در نقش بانو جانگ هوآ
- لی یئون هی در نقش نوجوانی جانگ هوآ
- چه جونگ آن در نقش بانو چی ریانگ
- کیم هئونگ سو در نقش جانگ نیون
- آن جه هونگ در نقش نوجوانی جانگ نیون
- جونگ سونگ هوآن در نقش چانگ کیوم، برادر جانگ هوآ
- سو دُو یونگ در نقش موجین، محافظ جانگ هوآ
- بائه سو بین در نقش کیم یانگ
- کیم آ جونگ در نقش بیک هاجین
- یئو هو مین در نقش بیک کیانگ (محافظ یوم جانگ)
- کانگ سانگ پیل در نقش جانگ دال
- لی هی دو در نقش ماک بنگ

## جوایز
رتبه‌بندی این سریال موفقیت بزرگی بود و بین 28.5 تا 30.0 درصد بینندگان را به دست آورد.
جوایز و نامزدها ویرایش مجموعه‌های درام جوایز بین‌المللی ۲۰۰۵ در آسیا، آفریقا و منطقه خاورمیانه - نامزدی دور نهایی 2005 جوایز درام KBS جایزه برتر، بازیگر: Choi Soo-jong Excellence Award، بازیگر زن: Soo Ae جایزه عالی،جایزه محبوبیت سونگ ایل گوک، بازیگر: سونگ ایل گوک جایزه بهترین زوج، سونگ ایل گوک و سو آئه 2006 اولین جوایز درام بین المللی سئول نایب قهرمان، بهترین سریال درام، بهترین فیلمبردار: کیم سئونگ هوان.
- جایزه بازیگری ۲۰۰۵ کی.بی. اس: برترین بازیگر سال چویی سو جونگ
- جایزه بازیگری ۲۰۰۵ کی.بی. اس: بهترین بازیگر زن سو ئه
- جایزه بازیگری ۲۰۰۵ کی.بی. اس: بهترین بازیگر مرد سونگ ایل گوک
- جایزه بازیگری ۲۰۰۵ کی.بی. اس: بهترین زوج سونگ ایل گوک و سو ئه
- جایزه بازیگری ۲۰۰۵ کی.بی. اس: محبوب‌ترین بازیگر سونگ ایل گوک